# Ringen av heltal
Inom matematiken är ringen av heltal av en algebraisk talkropp K, ringen av alla heltalselement i K. Ett heltalselement är en rot av ett moniskt polynom med rationella heltalskoefficienter xn + cn−1xn−1 + … + c0 . Denna ring betecknas ofta med OK eller {\displaystyle {\mathcal {O}}_{K}}. Eftersom alla rationella heltal tillhör K och är dess heltalselement, så är ringen av heltal Z alltid en delring av OK.
Ringen Z är den enklaste ringen av heltal emedan Z = OQ där Q är kroppen av rationella tal. Beroende på detta kallas elementen av Z ofta "de rationella heltalen" inom algebraisk talteori.
Ringen av heltal av en algebraisk talkropp är den unika maximala ordningen av talkroppen.

## Egenskaper
Ringen av heltal OK är en ändligtgenererad Z-modul. Den är en fri Z-modul och har härmed en heltalsbas, det vill säga en bas b1, … ,bn ∈ OK av Q-vektor rummet K så att varje element x i OK har en unik representation
{\displaystyle x=\sum _{i=1}^{n}a_{i}b_{i},}
med ai ∈ Z.  Rangen n av OK som en fri Z-modul är lika med graden av K över Q.
Ringen av heltal i en talkropp är en Dedekinddomän.